# Confédération générale du travail (Colombie)
Pour les articles homonymes, voir CGT.
La Confederación General del Trabajo (CGT - Confédération générale du travail) est un syndicat colombien d'inspiration chrétienne fondé en 1971. Il est affilié à la CSA et à la Confédération syndicale internationale.

## Historique
La CGT est né en 1971 d'une scission d'avec l'Union des travailleurs de Colombie.

## Liens
Site de la CGT de Colombie